# Buckland Riot
Der Buckland Riot (Buckland-Aufruhr) fand am Buckland River in Victoria, Australien als eine gewaltsame Konfrontation zwischen chinesischen und europäischen Goldsuchern am 4. Juli 1857 statt. Diese Auseinandersetzung war eine Vorgeschichte der späteren nationalistischen White Australia Policy.
Auf dem Upper Ovens Goldfield, in einem Gebiet, das heute die Städte Harrietville, Bright und Wandiligong umfasst, lebten 6.000 Goldsucher. Die große Menschenansammlung, die sich über das Gebiet erstreckte, führte zu Problemen und es kam zu einer anti-chinesischen Auseinandersetzung, dem so genannten Buckland Riot (Buckland-Aufruhr).
Während des Konflikts arbeiteten 500 Europäer und 2.000 oder 2.500 Chinesen in diesem Gebiet. Sie hatten schon seit Wochen einen Streit um dieses Gebiet und es waren lediglich zwei Polizisten – Constable Thomas Duffy und Constable John Gilroy – anwesend.
Am 4. Juli überlegten 80 Goldsucher, wie sie die Chinesen von diesem Feld vertreiben können. Das Treffen wurde beendet und 30 bis 40 Männer bewegten sich zu den chinesischen Goldsuchern und forderten sie auf, das Gelände zu verlassen. Etwas später kamen 50 bis 100 europäische Männer bewaffnet mit Stöcken, Hacken und Messern und trieben die Chinesen acht Meilen Fluss abwärts und verbrannten auf diesem Weg deren Kamps. Die Chinesen wurden niedergeschlagen und ausgeraubt oder deren Sachen in den Fluss geschleudert. Geschäfte wurden zerstört, ausgeraubt oder abgebrannt. An den Spätfolgen dieser Auseinandersetzung kamen einige Chinesen zu Tode, genaue Zahlen sind nicht bekannt.
Später am Tag kamen einige Chinesen zurück und feuerten einige Schüsse in die Richtung der Weißen und verwundeten drei von ihnen; zwei europäische Geschäftsinhaber wurden von ihnen verprügelt.
Es kam zu einer Gerichtsverhandlung am 10. August 1857, auf der alle Europäer, die seit dem Aufruhr verhaftet waren, freigesprochen wurden.
Diese Auseinandersetzung führte dazu, dass von der Regierung Viktorias Regeln für die chinesische Einwanderung erlassen wurden.